# Gökhan Saki
Gökhan Saki (Schiedam, 18 ottobre 1983) è un kickboxer e thaiboxer olandese e turco.
È stato campione dei pesi mediomassimi nella prestigiosa promozione Glory, risultato raggiunto nel 2014 con la vittoria del torneo Light Heavyweight World Championship Tournament ai danni del rivale Tyrone Spong, il titolo è stato reso vacante a seguito di inattività protrattasi per oltre un anno.
Ha lottato per il titolo dei pesi massimi in K-1 nel 2009 venendo sconfitto da Kyotaro Fujimoto, e sempre nella famosa organizzazione giapponese ha vinto il torneo K-1 World Grand Prix 2008 in Hawaii ed ha raggiunto la finale del K-1 World Grand Prix 2006 in Amsterdam.
È stato campione nazionale olandese, campione europeo e campione del mondo di muay thai, campione dei pesi supermassimi WFCA di muay thai con due difese del titolo e vincitore del torneo United Glory 2010–2011 World Series.
In carriera vanta importanti vittorie su Ray Sefo, Tyrone Spong (due volte), Melvin Manhoef, Daniel Ghiță (due volte) e Nathan Corbett.